# 藤沢直希
藤沢 直希（ふじさわ なおき、1987年5月20日 - ）は、日本の男性ファッションモデル。大洋図書のファッション雑誌『Men's egg』などで活動している。身長170cm 、血液型AB型。

## 人物・来歴
特技は、「絵を書くこと」と「カクテル作り」である。好きな芸能人はファッションモデルの香里奈。自身のチャームポイントは「目」で好きな人ができた時は「見つめる」のだと言う。愛用している香水は「アザロクローム」。好きな食べ物は肉。嫌いな食べ物はレバー。好きな色は赤。この世で一番苦手なものは「かえる」。

## 出演

### 雑誌
- Men's egg （大洋図書） 専属

### 映像作品
- 西野カナ6thシングル『君に会いたくなるから』PV

藤沢直希をはじめ、「佐藤歩」「澤本幸秀」「今井諒」といったmen's eggモデルたちが総出演している。